# Болотников Петро Григорович
Петро́ Григо́рович Боло́тников (рос. Пётр Григо́рьевич Боло́тников, нар. 8 березня 1930, с. Зіновкіно, Червонослобідський район, МАСРР, СРСР — пом. 20 грудня 2013) — радянський бігун на довгі дистанції, олімпійський чемпіон 1960, екс-рекордсмен світу на дистанції 10000 м.
Заслужений майстер спорту СРСР (1960), кавалер орденів Леніна (1960), Дружби народів (1985), Пошани (1995), «За заслуги перед Вітчизною» III ступеня (1999), Почесний громадянин Республіки Мордовія.

## Біографія
Вперше взяв участь в змаганнях в армії в 20 років: пробіг крос 3 км за 9.16,2 (рекорд дивізії). До армії захоплювався гімнастикою, завдяки якій отримав гарну базу ЗФП, без якої, за власним зізнанням, не зміг би стати сильним стаєром.
Закінчив Школу тренерів і Інститут фізичної культури. Старший тренер «Спартака» з легкої атлетики (1965—1985).

## Досягнення

### Виступи на змаганнях
| Рік  | Змагання                    | Місто     | Місце | Дистанція | Результат | Дата |
| ---- | --------------------------- | --------- | ----- | --------- | --------- | ---- |
| 1956 | Літні Олімпійські ігри      | Мельбурн  | 9     | 5000 м    | 14.22,4   |      |
| 1956 | Літні Олімпійські ігри      | Мельбурн  | 16    | 10 000 м  | —         |      |
| 1957 | Студентські ігри            | Москва    | I     | 10 000 м  | 29.14,6   |      |
| 1960 | Літні Олімпійські ігри      | Рим       | I     | 10 000 м  | 28.32,2   |      |
| 1962 | Всесвітній фестиваль молоді | Хельсінкі | I     | 10 000 м  | 13.56,6   |      |
| 1962 | Чемпіонат Європи            | Белград   | III   | 5000 м    | 14.02,6   |      |
| 1962 | Чемпіонат Європи            | Белград   | I     | 10 000 м  | 28.54,0   |      |
| 1964 | Літні Олімпійські ігри      | Токіо     | 25    | 10 000 м  | 30.52,8   |      |

#### Інші змагання
Чемпіон Європи 1962 на дистанції 10 000 м.
Тринадцятиразовий чемпіон СРСР (1957—1962, 1964) на дистанціях 5000, 10 000 м і в кросі.
| Рік  | Дистанція | Результат | Дата        | Місто    | Місце |
| ---- | --------- | --------- | ----------- | -------- | ----- |
| 1954 | марафон   | 2:41.12   | 18 липня    | Москва   | 18    |
| 1956 | 5000 м    | 14.12,6   | 5—16 серпня | Москва   | III   |
| 1956 | 10000 м   |           | 5 серпня    | Москва   | 4     |
| 1957 | 5000 м    | 13.58,0   | 2 вересня   | Москва   | II    |
| 1957 | 10000 м   | 29.09,8   | 31 серпня   | Москва   | I     |
| 1957 | крос 8 км | 24.09,6   | 27 жовтня   | Москва   | II    |
| 1958 | 5000 м    | 13.58,8   | 19 липня    | Таллін   | I     |
| 1958 | 10000 м   | 29.06,8   | 28 жовтня   | Тбілісі  | I     |
| 1958 | крос 5 км | 14.26,4   | 11 травня   | Москва   | I     |
| 1959 | 5000 м    | 13.52,8   | 14 серпня   | Москва   | I     |
| 1959 | 10000 м   | 29.03,0   | 9 серпня    | Москва   | I     |
| 1960 | 5000 м    | 13.55,8   | 18 липня    | Москва   | I     |
| 1960 | 10000 м   | 29.16,6   | 16 липня    | Москва   | I     |
| 1960 | крос 8 км | 25.03,0   | 30 жовтня   | Харків   | II    |
| 1961 | 5000 м    | 14.08,8   | 3—9 серпня  | Тбілісі  | I     |
| 1961 | 10000 м   | 29.24,8   | 3—9 серпня  | Тбілісі  | I     |
| 1962 | 5000 м    | 13.56,0   | 13 серпня   | Москва   | I     |
| 1962 | 10000 м   | 28.18,2   | 11 серпня   | Москва   | I     |
| 1962 | крос 5 км |           | 23 лютого   | Мукачево | 33    |
| 1964 | 10000 м   | 28.39,6   | 27 вересня  | Київ     | I     |
| 1965 | 5000 м    | 13.58,0   | 9—17 жовтня | Алма-Ата | II    |
| 1965 | 10000 м   | 29.06,4   | 14 жовтня   | Алма-Ата | III   |

## Рекорди
Рекордсмен світу (1960—1963) (28.18,8 та 28.18,2) на дистанції 10 000 м.

## Після активних виступів
Після перемоги Петра Болотникова на Олімпіаді в Римі в 1960 жодному радянському бігунові не вдавалося виграти олімпійське золото на стаєрській дистанції (від 5000 м і довше).
У 1990—1992 роках очолював Центральну раду ДСТ «Спартак», був членом президії та почесним головою спорттовариства «Спартак» (1996), головою Центрального клубу Росії «Шиповка юних» (1995), головним суддею з проведення змагань на призи газети «Труд» і Кубка «Москва-Лужники» (1992). Незважаючи на вік, П. Болотников регулярно командував парадом відкриття традиційного пробігу пам'яті Юрія Гагаріна в Зоряному містечку.
Традиційно в Саранську проходить міжнародний пробіг на приз Петра Болотникова.